# 85215 Hohenzollern
85215 Hohenzollern è un asteroide della fascia principale. Scoperto nel 1992, presenta un'orbita caratterizzata da un semiasse maggiore pari a 2,6391544 UA e da un'eccentricità di 0,1859101, inclinata di 4,49054° rispetto all'eclittica.